# Château d'Irigny
Le château d'Irigny est un ancien château fort, du XIIIe siècle, très remanié, qui se dresse sur la commune d’Irigny dans la métropole de Lyon en région Auvergne-Rhône-Alpes.

## Situation
Le château d'Irigny est situé dans la métropole de Lyon sur la commune de d’Irigny, au centre le bourg.

## Histoire
Le château est construit entre 1193 et 1226 par l’archevêque de Lyon, Renaud de Forez.
En 1261 Étienne de Saint-Laurent fait aveu de tout ce qu'il possède en franc-alleu sur le territoire d'Irigny à l'Église de Saint-Just.
Au XIVe siècle, le château est partiellement détruit par les Tard-Venus.
En 1592, les archevêques de Lyon cèdent le fief à Jean Croppet, qui avait épousé en 1568 Marguerite Bullioud. Odet Croppet, leur fils né en 1576, seigneur d’Irigny, est conseiller du roi et commissaire examinateur en la sénéchaussée et siège au présidial de Lyon.
Au milieu du XVIIe siècle, Justinien Croppet, écuyer, seigneur d'Irigny, est conseiller du roi, maître des ports, ponts et passages en l'ancien gouvernement de Lyonnais.
Au début du XVIIIe siècle, les seigneurs d'Irigny font construire une nouvelle demeure, le château de la Combe.
Le château renferme actuellement la bibliothèque municipale.

## Armoiries des Croppet
- D'or à trois quintefeuilles d'azur.

## Description

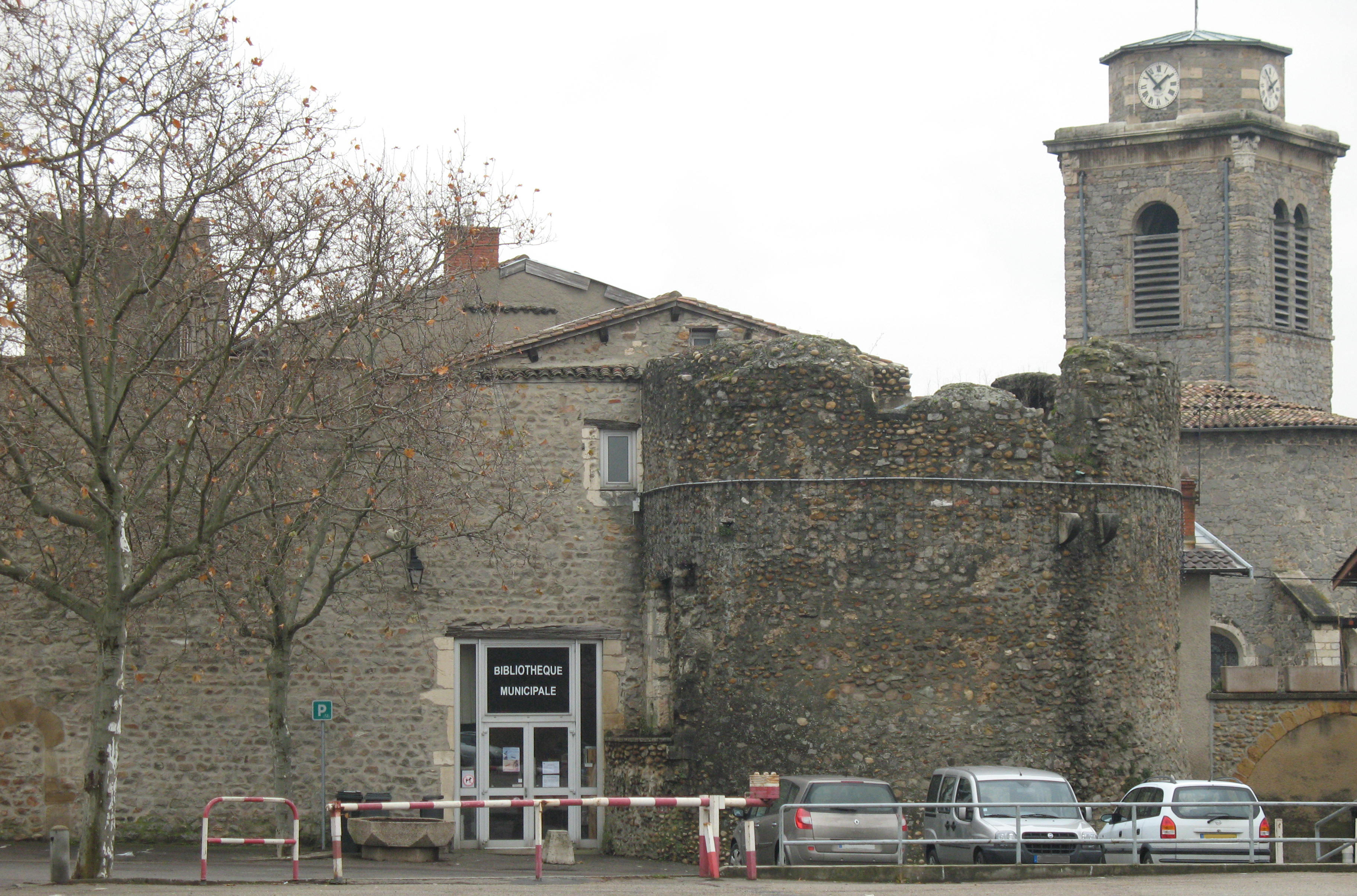
Château d'Irigny, vue d'ensemble.

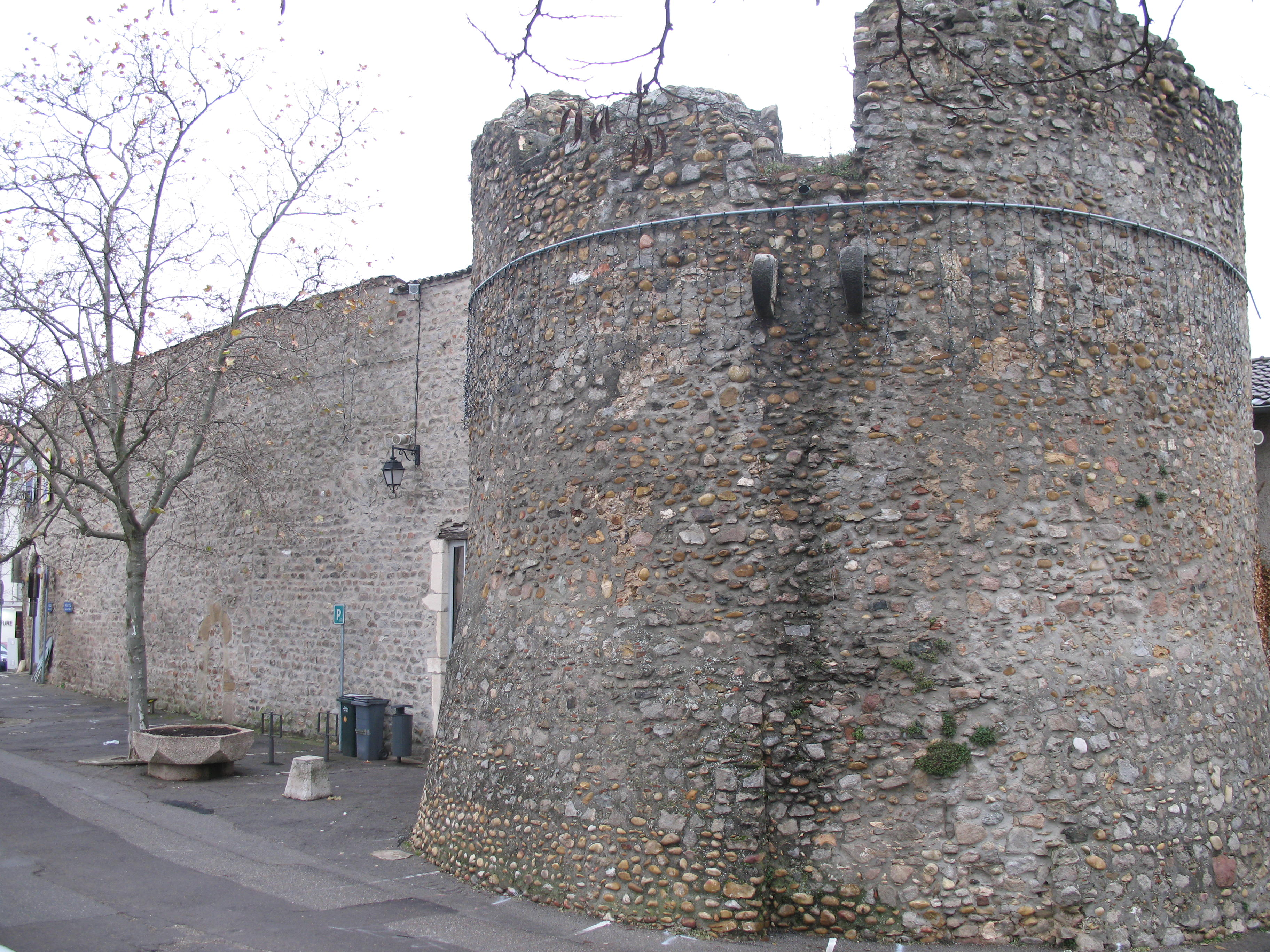
La grosse tour.

Il subsiste deux tours, avec peut être des parties médiévales, qui flanquent un logis très remanié. Un fossé existait le long du mur actuel, place de l'Europe.